# ヘプシン
ヘプシン(Hepsin、EC 3.4.21.106)は、以下の化学反応を触媒する酵素である。
塩基性アミノ酸残基の後を切断するが、アルギニンがリシンに強く優先する。
このII型膜結合性セリンペプチダーゼは、細胞成長や発達において役割を果たす。